# Caryophylliidae
Caryophylliidae Dana, 1846 è una famiglia di madrepore della sottoclasse Hexacorallia.

## Descrizione

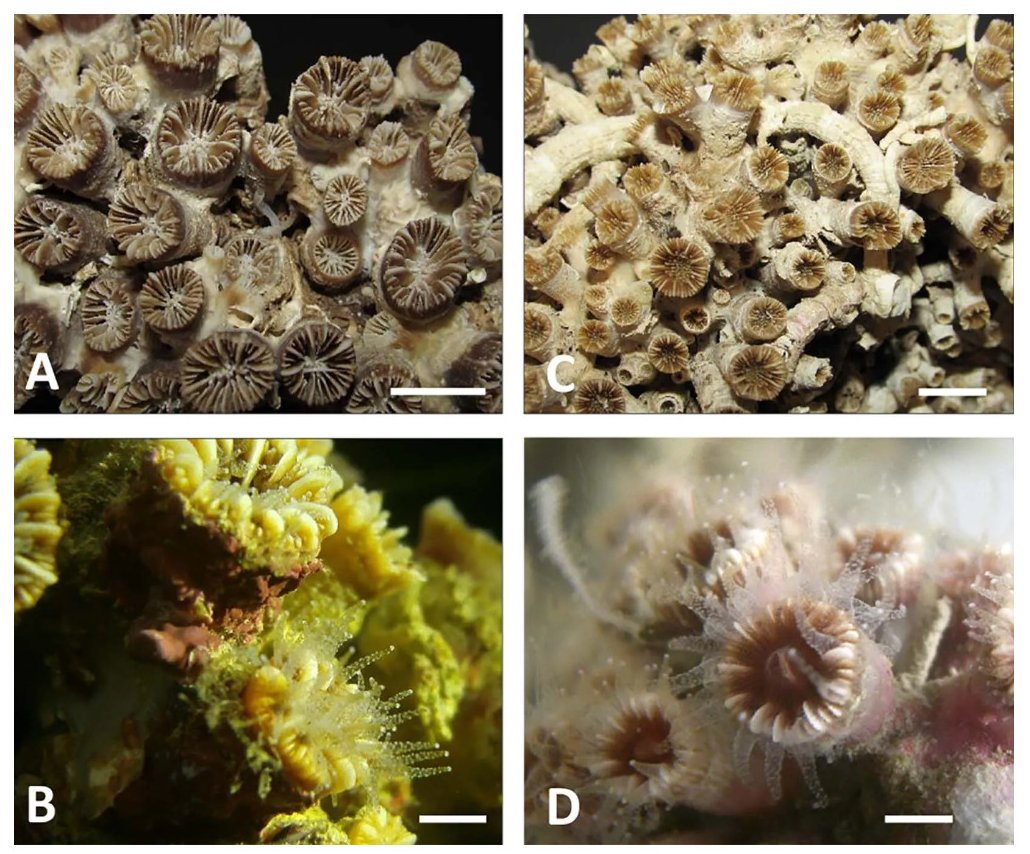
Strutture scheletriche e colonie in vivo di Phyllangia americana (A,B) e Polycyathus muellerae (C,D).

La famiglia comprende sia specie coloniali ermatipiche, che forme solitarie; queste ultime possono essere sessili, cioè adese ad un substrato, o libere, cioè semplicemente adagiate sui fondali.
Le loro dimensioni variano dai 4-5 mm delle forme solitarie (p.es. Caryophyllia rugosa) alle ampie colonie di Solenosmilia spp., che possono avere un metro di diametro.

## Biologia
La maggior parte dei cariofillidi è priva di zooxantelle, con alcune eccezioni, come p.es. il genere Heterocyathus, che comprende specie sia zooxantellate che azooxantellate.

## Distribuzione e habitat
La famiglia ha una distribuzione cosmopolita essendo presente in tutti gli oceani, compresi il  mar Glaciale Artico e l'oceano Antartico, da 0 sino 2165 m di profondità.
Alcune specie (Phyllangia sp., Polycyathus sp.) sono state recentemente individuate anche nel mar Adriatico, al largo della Puglia, dove danno vita ad una barriera corallina mesofotica lunga 2,5 km, alla quota batimetrica di −30/−55 m.

## Tassonomia
Comprende i seguenti generi viventi:
- Africana Ocana & Brito, 2015
- Anomocora Studer, 1878
- Aulocyathus Marenzeller, 1904
- Bathycyathus Milne Edwards & Haime, 1848
- Bourneotrochus Wells, 1984
- Caryophyllia Lamarck, 1801
- Ceratotrochus Milne Edwards & Haime, 1848
- Coenocyathus Milne Edwards & Haime, 1848
- Coenosmilia Pourtalès, 1874
- Colangia Pourtalès, 1871
- Concentrotheca Cairns, 1979
- Confluphyllia Cairns & Zibrowius, 1997
- Conotrochus Seguenza, 1864
- Crispatotrochus Tenison-Woods, 1878
- Dasmosmilia Pourtalès, 1880
- Desmophyllum Ehrenberg, 1834
- Ericiocyathus Cairns & Zibrowius, 1997
- Goniocorella Yabe & Eguchi, 1932
- Heterocyathus Milne Edwards & Haime, 1848
- Hoplangia Gosse, 1860
- Labyrinthocyathus Cairns, 1979
- Lochmaeotrochus Alcock, 1902
- Monohedotrochus Kitahara & Cairns, 2005
- Nomlandia Durham & Barnard, 1952
- Oxysmilia Duchassaing, 1870
- Paraconotrochus Cairns & Parker, 1992
- Paracyathus Milne Edwards & Haime, 1848
- Parasmilia Milne Edwards & Haime, 1848
- Phacelocyathus Cairns, 1979
- Phyllangia Milne Edwards & Haime, 1848
- Polycyathus Duncan, 1876
- Pourtalosmilia Duncan, 1884
- Premocyathus Yabe & Eguchi, 1942
- Rhizosmilia Cairns, 1978
- Solenosmilia Duncan, 1873
- Stephanocyathus Seguenza, 1864
- Sympodangia Cairns & Zibrowius, 1997
- Tethocyathus Kuehn, 1933
- Thalamophyllia Duchassaing, 1870
- Trochocyathus Milne Edwards & Haime, 1848
- Vaughanella Gravier, 1915

Sono inoltre noti i seguenti generi fossili:
- Antillocyathus Wells, 1937 †
- Asterosmilia Duncan, 1867 †
- Cyclocyathus Milne Edwards & Haime, 1850 †
- Dendrosmilia Milne Edwards & Haime, 1848 †
- Discocyathus Milne Edwards & Haime, 1848 †
- Dominicotrochus Wells, 1937 †
- Leptocyathus Milne Edwards & Haime, 1850 †
- Lophosmilia †
- Placocyathus Milne Edwards & Haime, 1848 †
- Platycyathus Fromentel, 1862 †
- Smilotrochus Milne Edwards & Haime, 1851 †
- Stylocyathus d'Orbigny, 1849 †
- Thecocyathus Milne Edwards & Haime, 1848 †
- Trochosmilia Milne Edwards & Haime, 1848 †

### Alcune specie

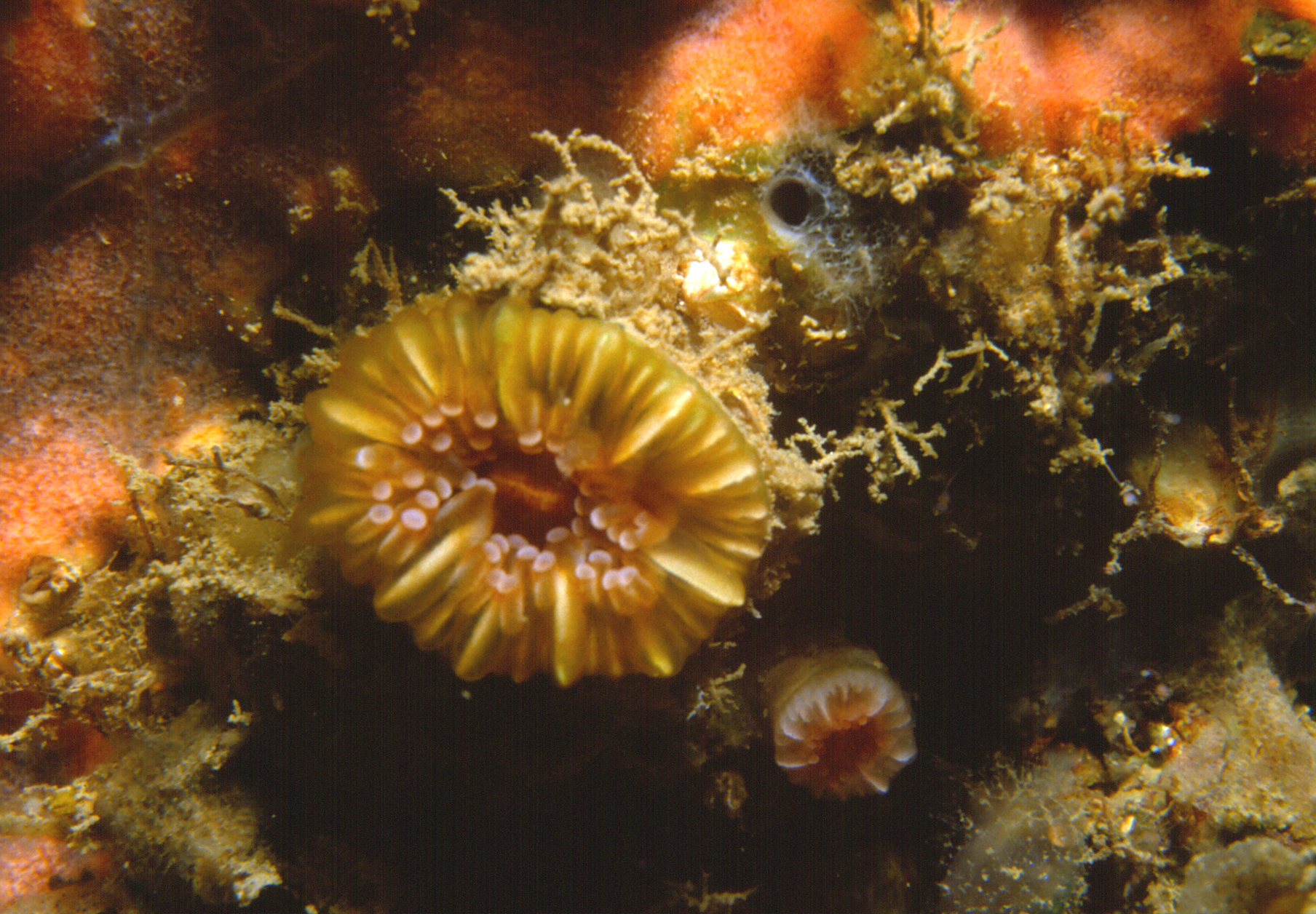
Caryophyllia smithii
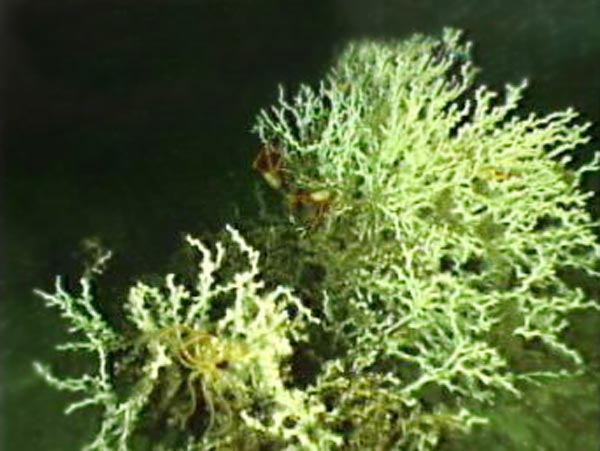
Desmophyllum pertusum
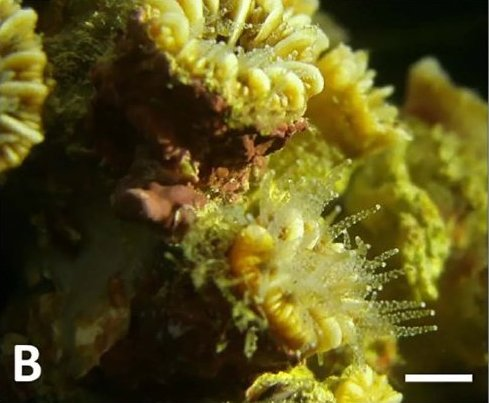
Phyllangia americana
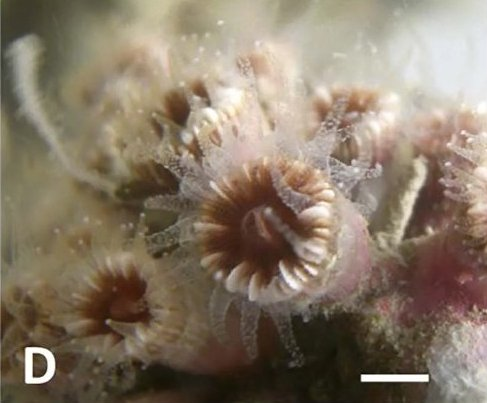
Polycyathus muellerae